# Anker Buch
Anker Buch (25 de marzo de 1940 - 1 de abril de 2014) fue un violinista danés. Nació en Vejgaard. Se ganó el reconocimiento internacional y jugó más de 7.000 conciertos en casi todo el mundo.
Cuando Buch tenía 10 años, hizo su debut como solista en el Palacio de Odd Fellow en Aalborg.
Buch falleció el 1 de abril de 2014, rodeado por sus familiares, a los 74 años de edad.